# Antonio Petrini

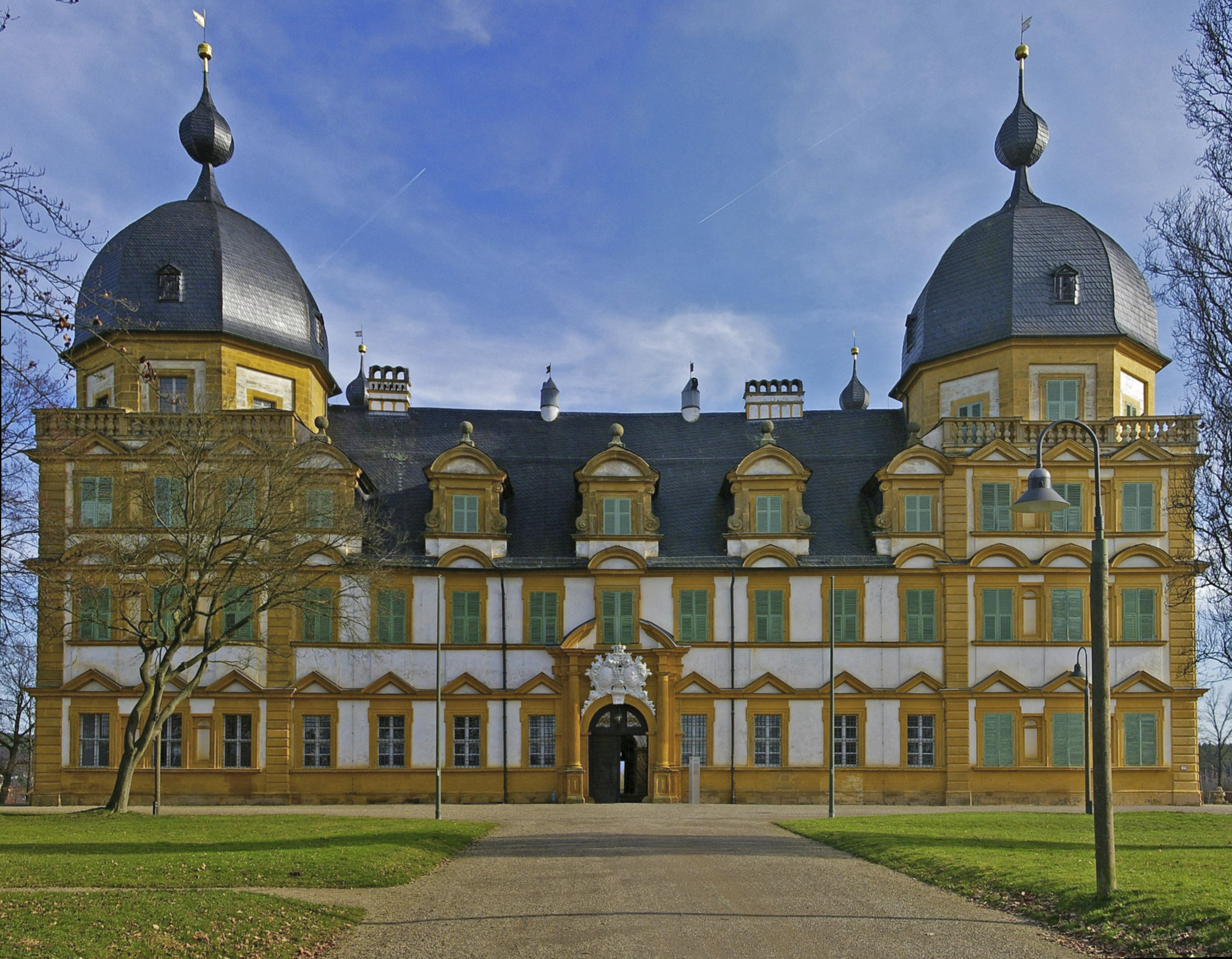
Castillo de Seehof, 1687-1713

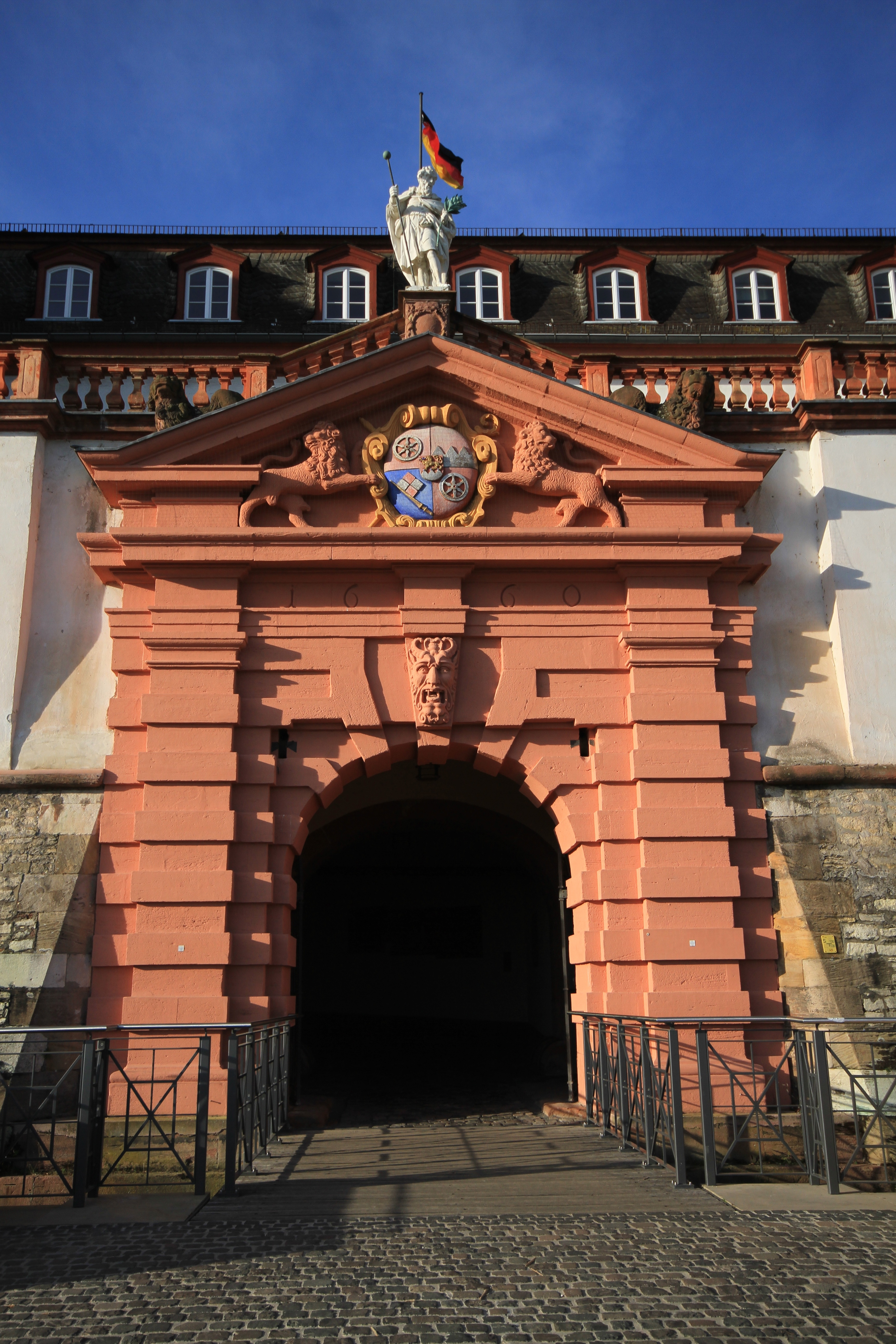
Puerta principal de la ciudadela à la commanderie, ciudadela de Maguncia, 1660

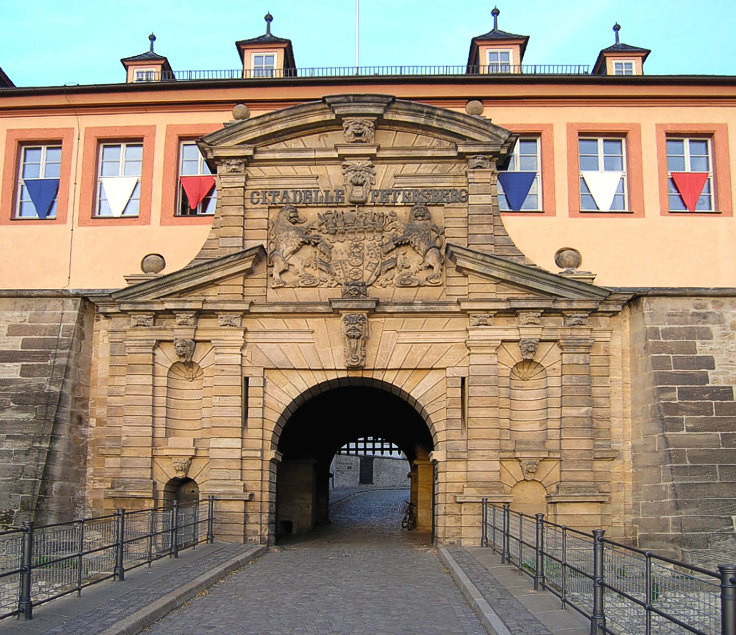
La puerta principal de la ciudadela Petersberg en Erfurt

Antonio Petrini (Caneggio, 4 de diciembre de 1631-Wurzburgo, 8 de abril de 1701)  fue un arquitecto franco de origen italiano. Petrini aunó el barroco italiano con el renacimiento alemán, creando un estilo barroco propio de la Franconia. 

## Biografía
Se pensaba que Antonio Petrini había nacido en 1621 en Trento / Calavino, aunque después de una investigación reciente, se sabe que procedería de Ticino y que habría nacido el 4 de diciembre de 1631 en Caneggio.
Petrini pertenecía a un grupo de constructores italianos que fortificaron ciudades y se ocuparon de ampliar iglesias y palacios. En su período activo, participó en la construcción de numerosas iglesias y edificios laicos en Wurzburg, donde llegó en 1660, en la Franconia, Mainz y más allá. Su casa en Würzburg con huecos decorados en sus esquinas fue destruida durante la Segunda Guerra Mundial.

## Obras
- 1660: Puerta principal de la ciudadela en la comandería,  Ciudadela de Maguncia (Mainz);
- 1662–1669: Reuererkirche, Wurzburgo;
- 1667-1688: Iglesia de los Franciscanos (Miltenberg), la mayor iglesia protestante de la Franconia;
- 1670-1678: San Antonio (Worbis);
- 1670-1691: Stiftskirche Haug, Wurzburgo;
- 1671: Fachada del  convento franciscano de Paderborn;
- 1678-1681: Iglesia colegiata de San Esteban, Bamberg;
- 1683-1697:  Santuario mariano de Fährbrück, Hausen bei Würzburg;
- 1686-1693: Iglesia protestante, anteriormente parte del convento de las ursulinas de  Kitzingen;
- 1687-1713: Castillo de Seehof, Bamberg;
- 1696-1703: Iglesia (Neubaukirche) de la antigua Universidad de Wurzburgo;
- 1699-1701: Fundación Juliusspital, Wurzburgo;
- 1668 y 1700: Bajo la dirección de Petrini, en la  ciudadela de Petersberg, después de cuatro bastiones y la toore-porche con el portal barroco ya construido en 1668, otros cuatro bastiones en 1700:  sus características son las máscaras de piedra de las puertas de la ciudadela como la cabeza de león con su lengua saliendo de la puerta Saint-Pierre.
- Construcción de la Abadía de Altmünster (participación)

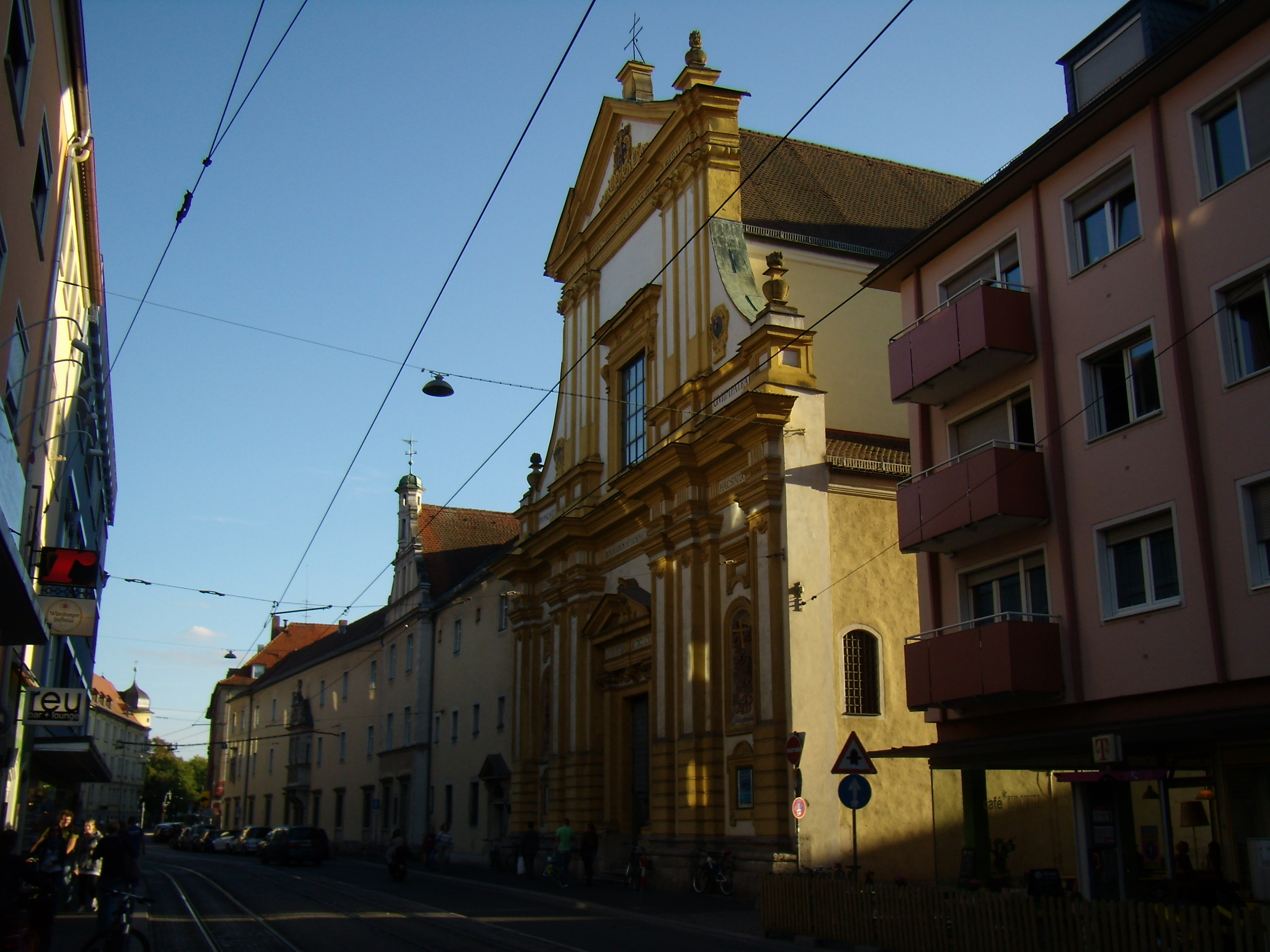
Reuererkirche, Wurzburgo (1662–1669)
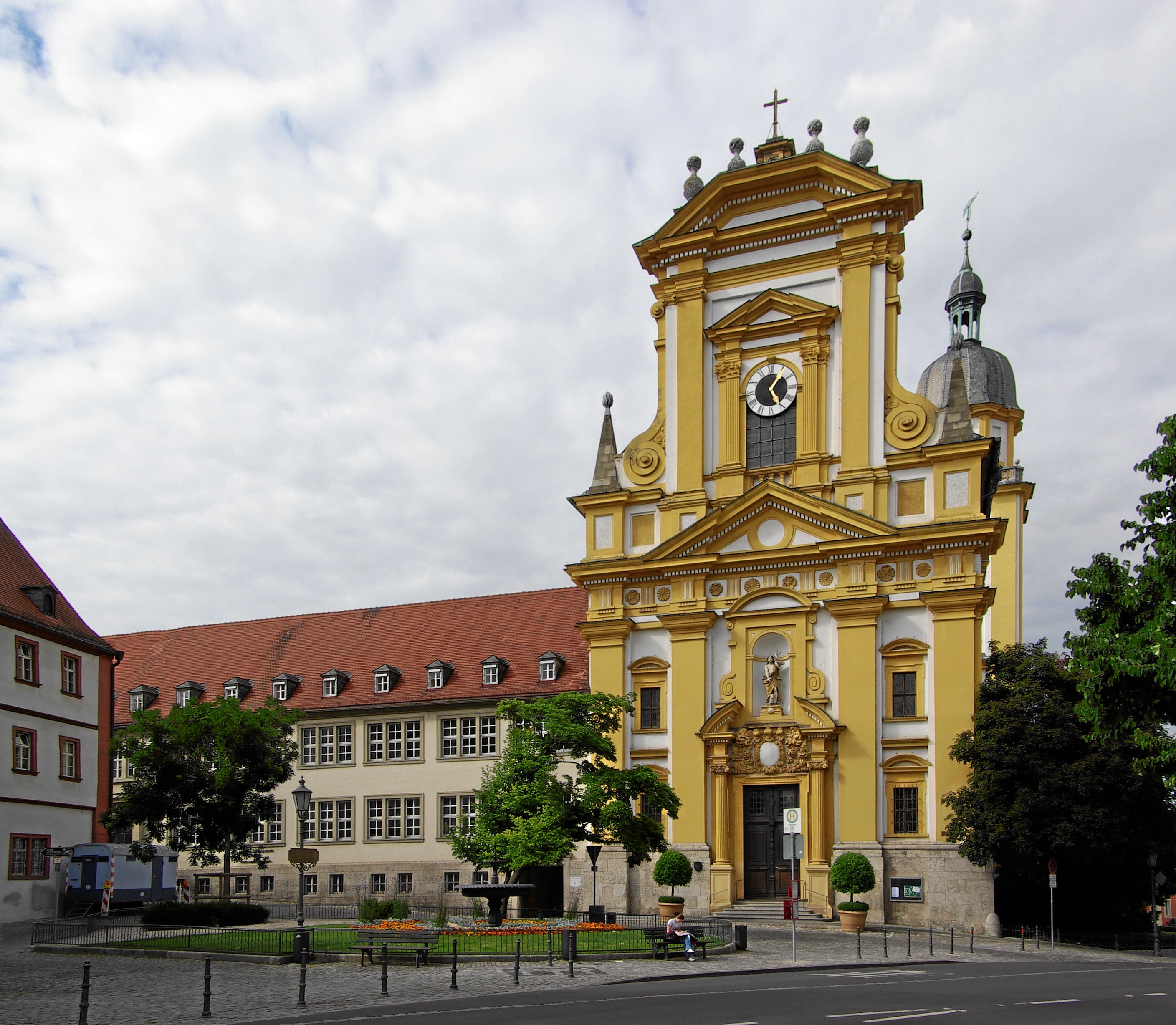
Iglesia de los Franciscanos (Miltenberg) (1667-1688)
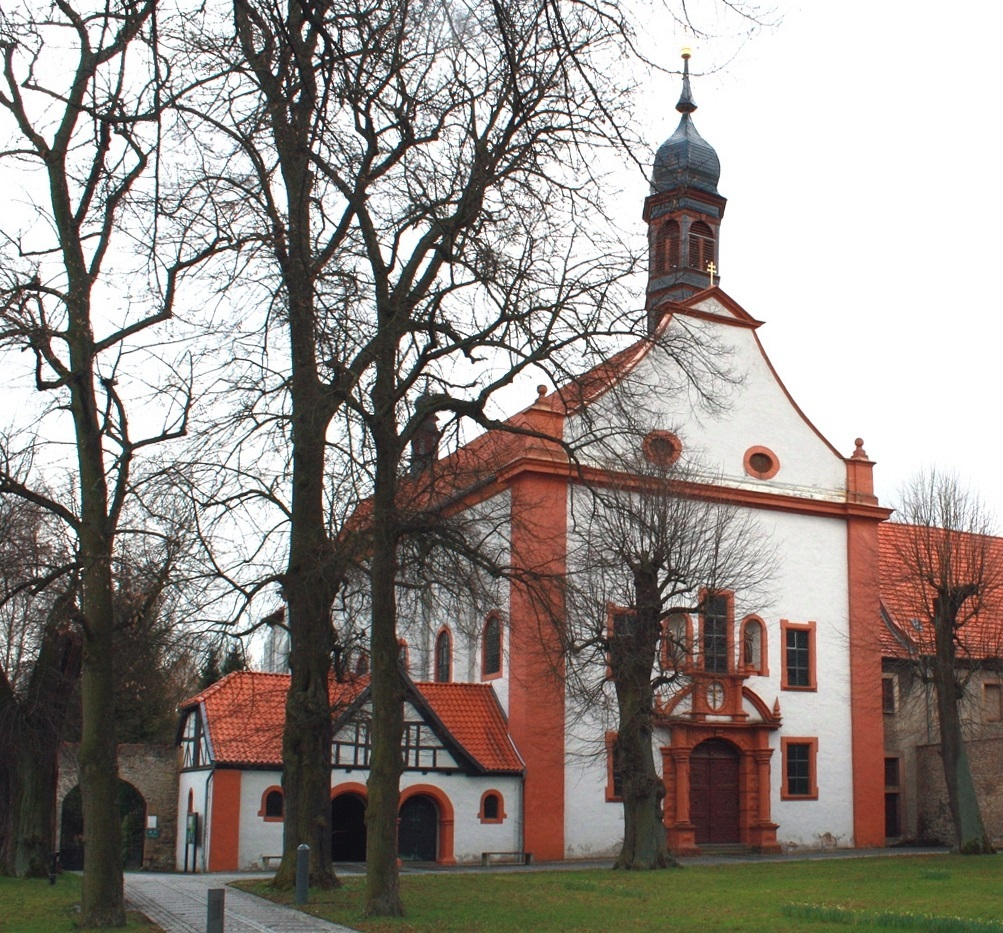
San Antonio (Worbis) (1670-1678)
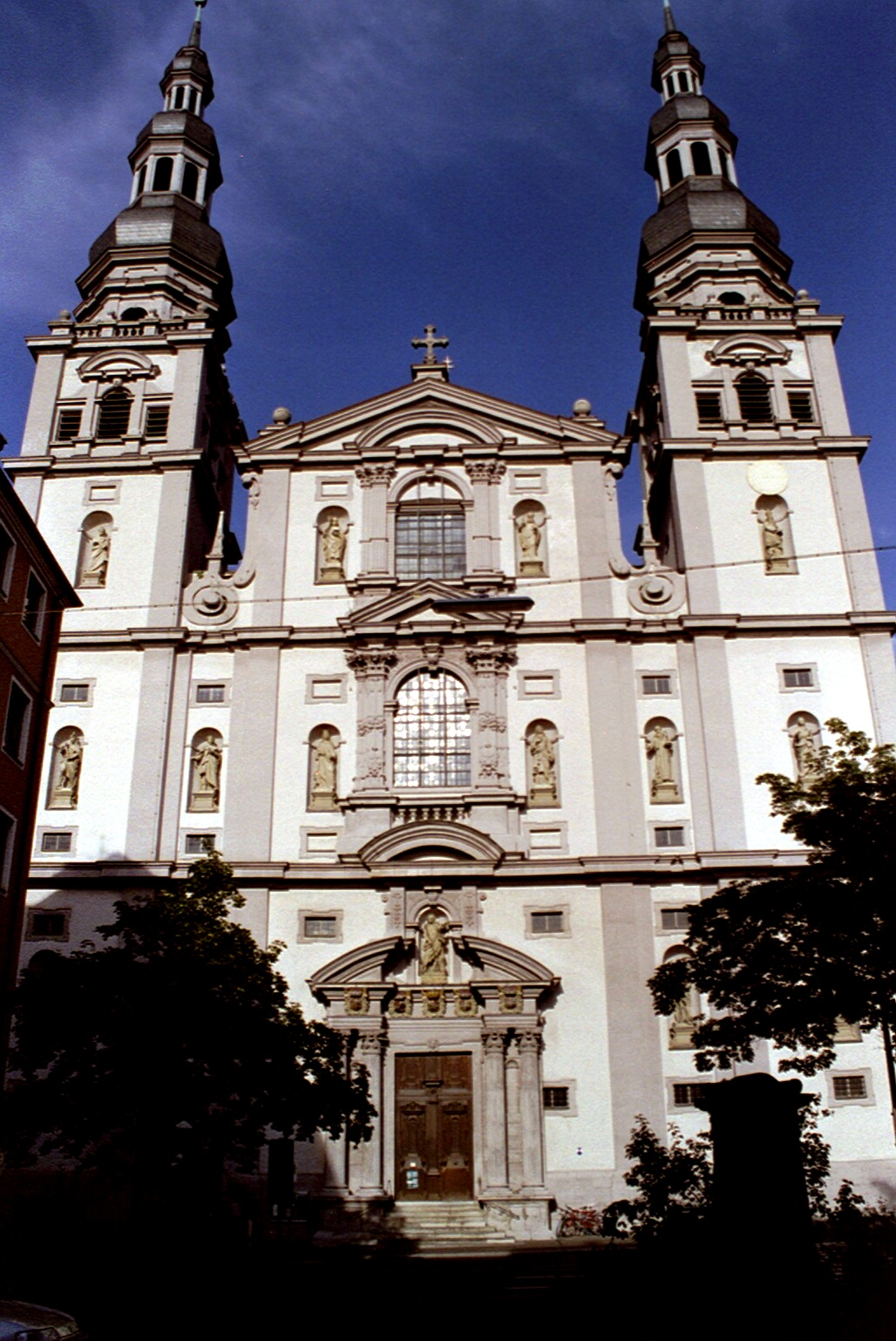
Stiftskirche Haug, Wurzburgo (1670-1691)

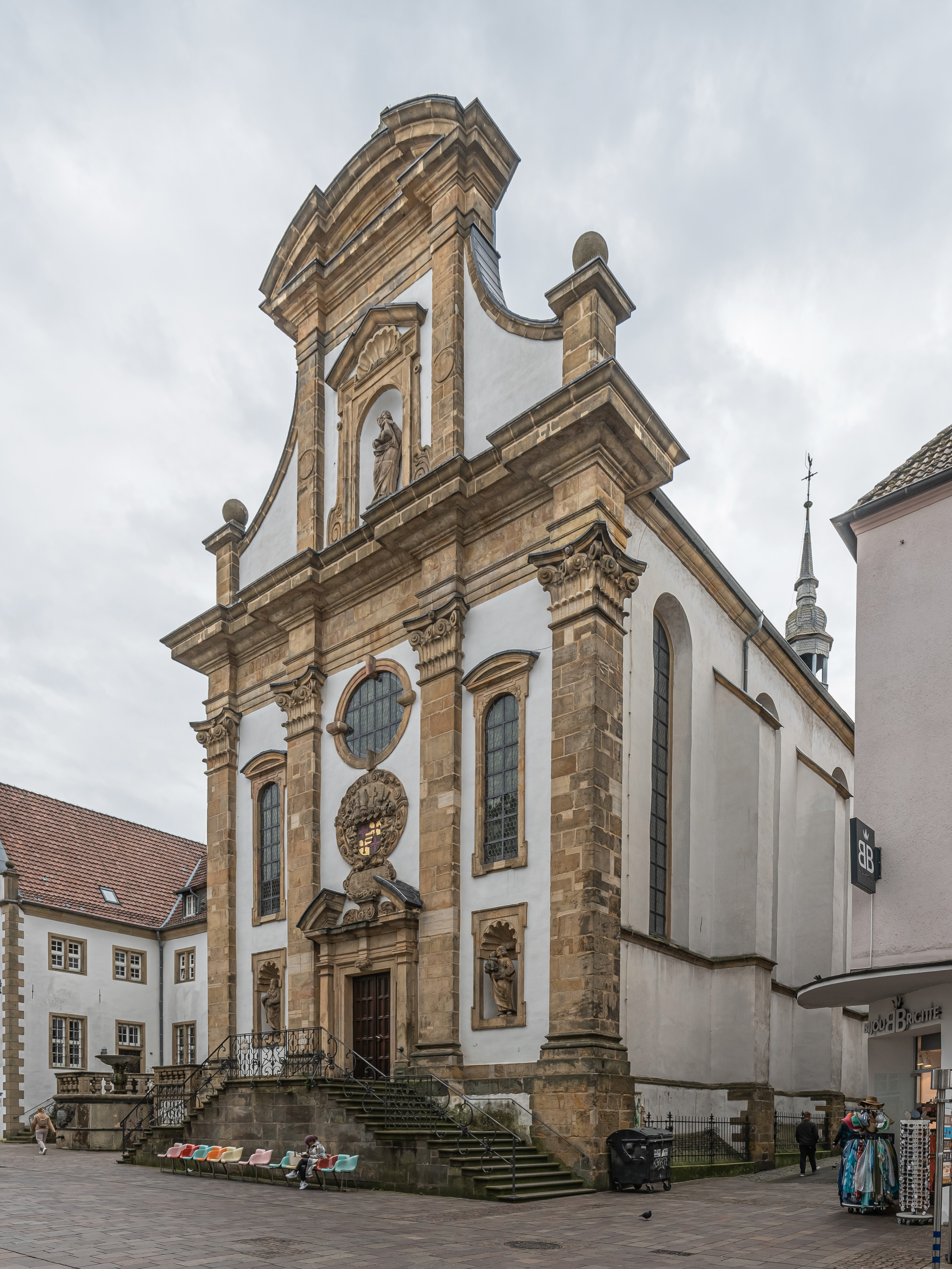
Fachada del  convento franciscano de Paderborn (1671)
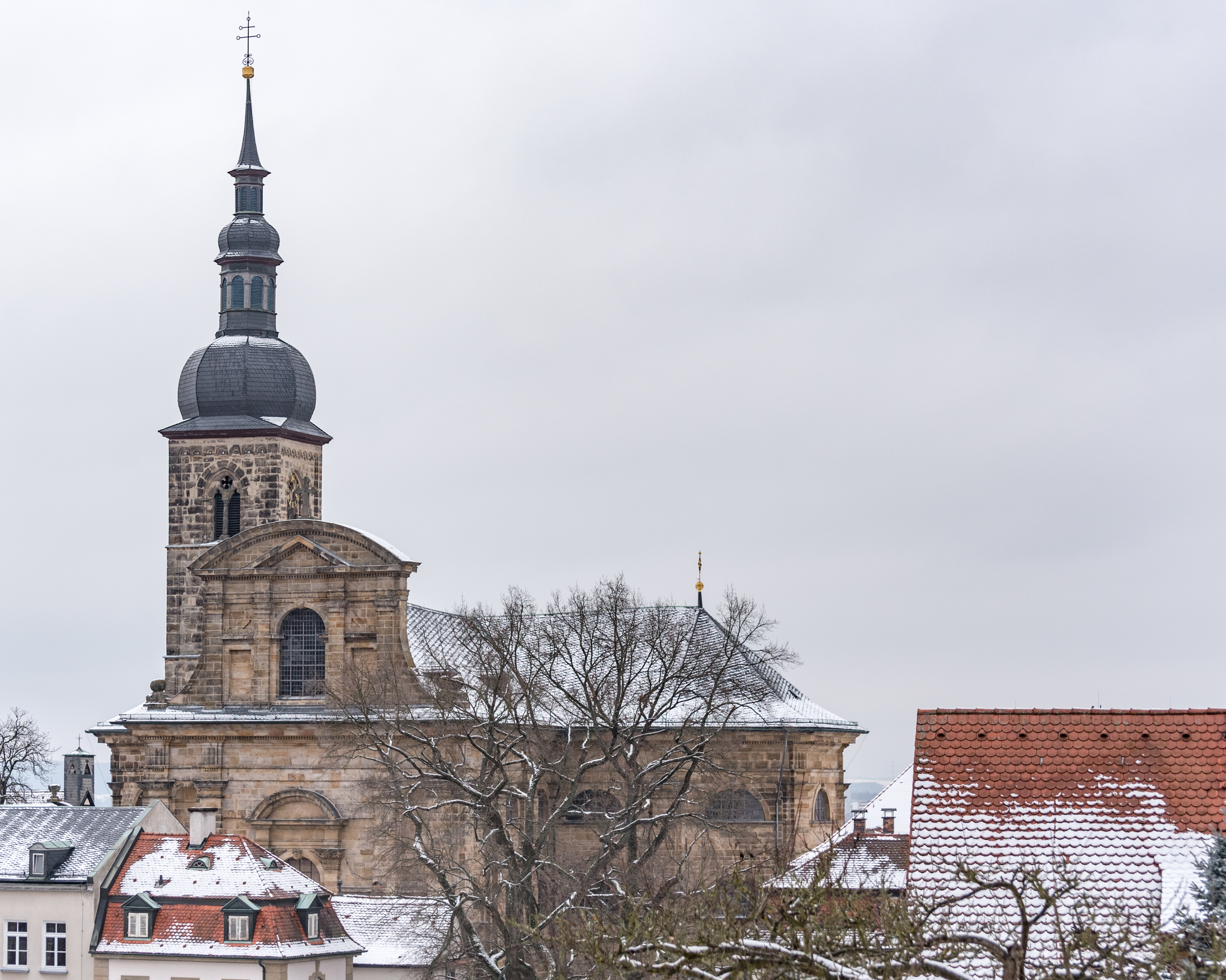
Iglesia colegiata de San Esteban, Bamberg (1678-1681)
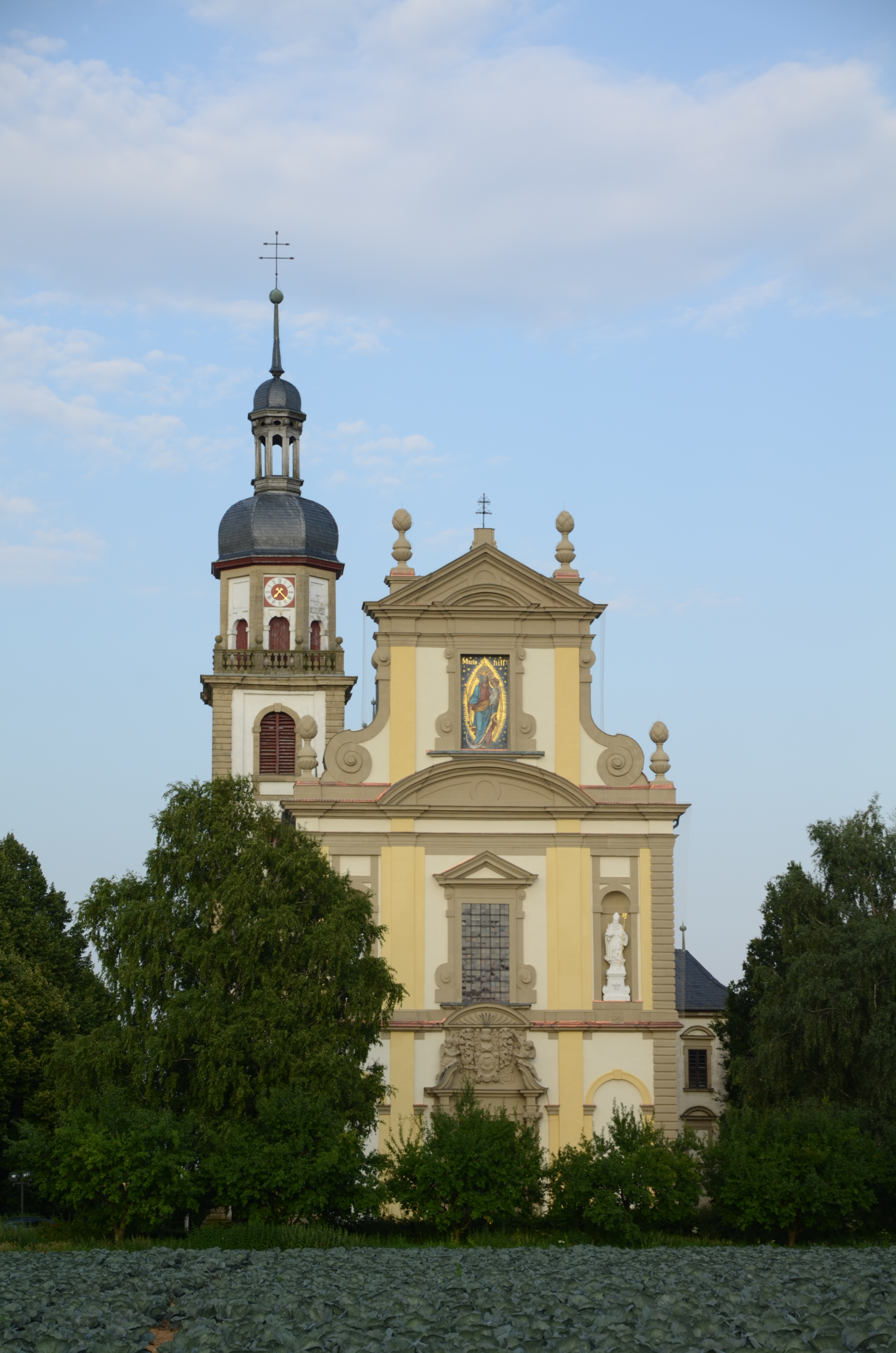
Santuario mariano de Fährbrück  (Santuario mariano de Fährbrück) (1683-1697)

## Honores
El «Premio Antonio Petrini» ( „Antonio-Petrini-Preis“), el premio de arquitectura de la ciudad de Würzburg, es un recuerdo del maestro de obras y de su importancia para Würzburg y la Franconia.

## Biografía
- Lili Götz: Antonio Petrini, ein Beitrag zur Geschichte der Barockarchitektur in Franken. Univ. Diss. (masch.geschr.). Frankfurt a/M. 1923.
- Lucia Longo: Antonio Petrini architetto (Calavino di Trento 1621 – Würzburg 1708). Trento 1974.
- Lucia Longo: Antonio Petrini. Ein Barockarchitekt in Franken. (Schnell & Steiner Künstlerbibliothek). Schnell & Steiner, München/ Zürich 1985, ISBN 3-7954-0374-X.
- Lucia Longo Endres: Petrini, Antonio. In: Neue Deutsche Biographie (NDB). Band 20, Duncker & Humblot, Berlín 2001, ISBN 3-428-00201-6, S. 267 f. (Digitalizado).
- Clemens Schenk: Petrini – Geising. Bauanalytische Untersuchung zum Würzburger Barock. Univ. Diss. (masch.geschr.). Würzburg 1922.
- Hanswernfried Muth: Antonio Petrini. In: Frankenland. Zeitschrift für fränkische Landeskunde und Kulturpflege. 51 (1999), S. 243–250.